# Joseph Huet
Joseph Huet, né le 30 septembre 1827 à Paris et mort le 23 février 1903 à La Vacherie, dans le département de l'Eure, est un zoologiste et taxidermiste français. Il s'intéressait principalement à la mammalogie.

## Biographie
Huet est le fils d'un graveur. En 1844, il devient collaborateur du Muséum national d'histoire naturelle. En 1857, il devient deuxième préparateur en taxidermie. En 1864, il remplace le défunt zoologiste Théodore Poortman (1804-1863) en tant que chef taxidermiste adjoint du département des mammifères. À partir de 1874, Huet exerce brièvement la fonction de gardien de galerie avant de devenir, en 1876, naturaliste adjoint à la chaire de zoologie des mammifères et des oiseaux. Il succède à Alphonse Milne-Edwards et est notamment responsable de la surveillance de la ménagerie du Jardin des plantes. Il prend sa retraite en 1890. Il est marié et a un fils.
Au musée, Huet consacre la plupart de son temps à l'installation et à l'entretien des préparations. Cependant, il fait également des observations sur des mammifères vivants, ce qui lui permit de décrire plusieurs nouvelles espèces. Ses publications comprennent des articles sur le Loup marsupial, l'Élan, le Sanglier des Philippines et le Singe hurleur à manteau.
Huet rédige les premières descriptions scientifiques du Sanglier géant de Palawan (Sus ahoenobarbus), de la taupe dorée Calcochloris leucorhinus, de la musaraigne Elephantulus revoili, de l'écureuil Paraxerus ochraceus, du rat Pelomys campanae et du Blaireau de Palawan (Mydaus marchei).
En 1880, Huet publie la monographie Recherches sur les écureuils africains, pour laquelle John Gerrard Keulemans réalise deux chromolithographies.

## Hommages
Le père Armand David nomme en 1874 la sous-espèce Alcippe morrisonia huetii en l'honneur de Joseph Huet. En 1883, Alphonse Trémeau de Rochebrune décrit Graphiurus hueti. Cependant, comme il existe des doutes sur le lieu d'origine mentionné par Rochebrune et qu'il n'existe pas non plus d'holotype, Peter Grubb et William Frank Harding Ansell synonymisent ce taxon en 1996 avec Graphiurus nagtglasii décrit en 1888 par Fredericus Anna Jentink. Lothar Forcart (1902-1990) nomme également en 1942 le genre Huetia avec pour génotype Huetia leucorhina (Huet, 1885).